# Bananenschale

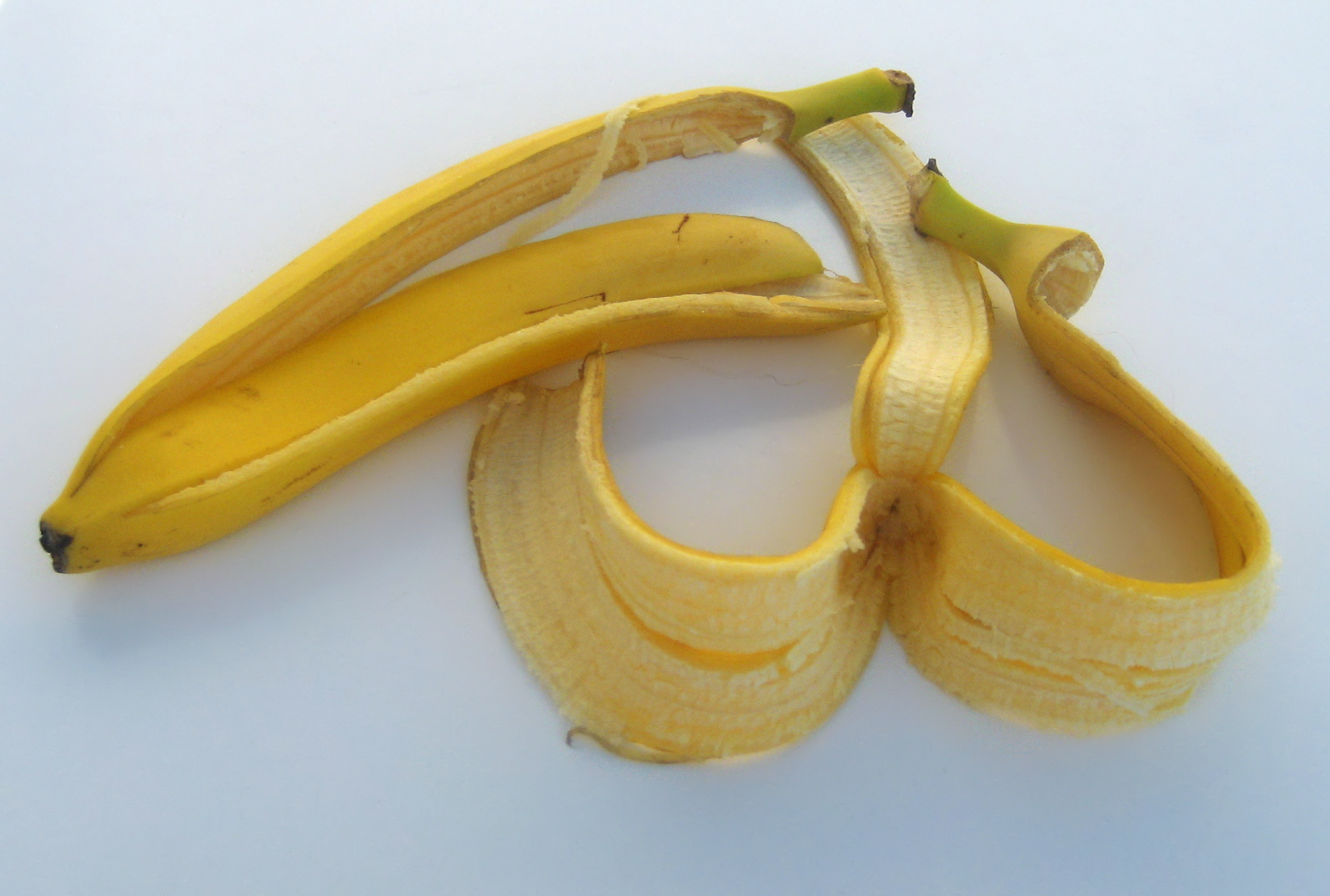
Zwei Bananenschalen

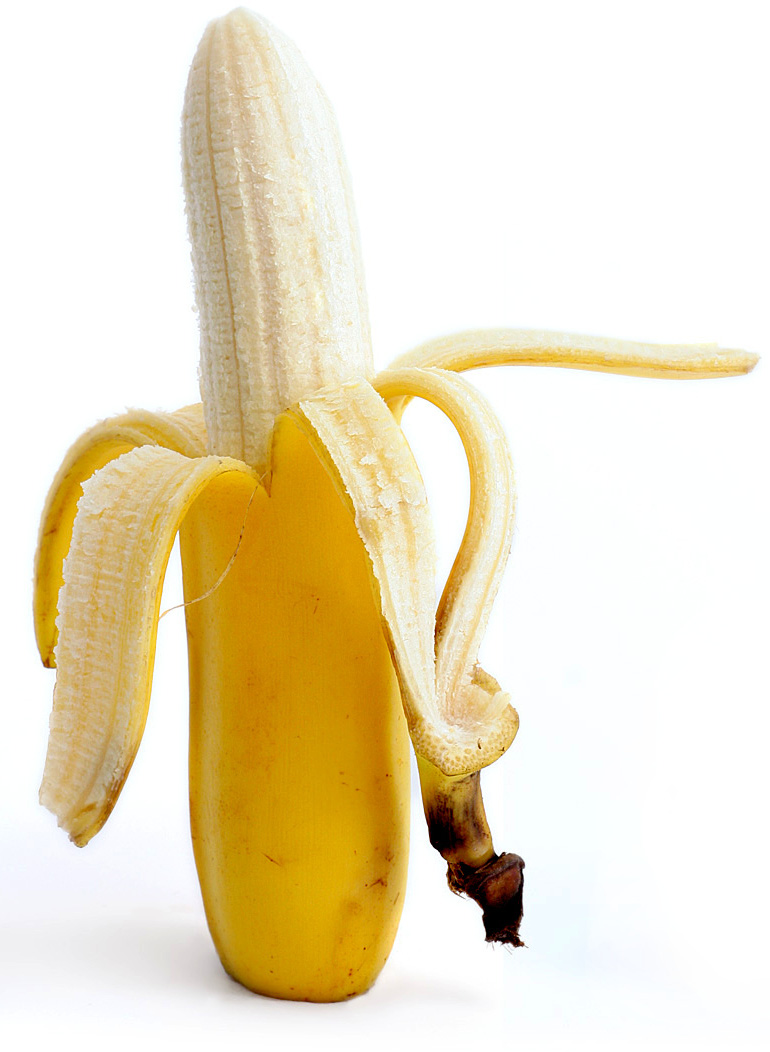
Banane mit teilweise entfernter Schale

Eine Bananenschale ist die äußere Umhüllung der Frucht von Bananen (Gattung Musa). Im engeren Sinne handelt es sich dabei um die Schale einer Dessert- oder Kochbanane, die in größerem Maßstab angebaut werden.
Bananenschalen werden teilweise als Futtermittel genutzt. Außerdem sind sie Gegenstand der medizinischen und technischen Forschung zur Ermittlung weiterer Nutzungsformen.

## Aufbau

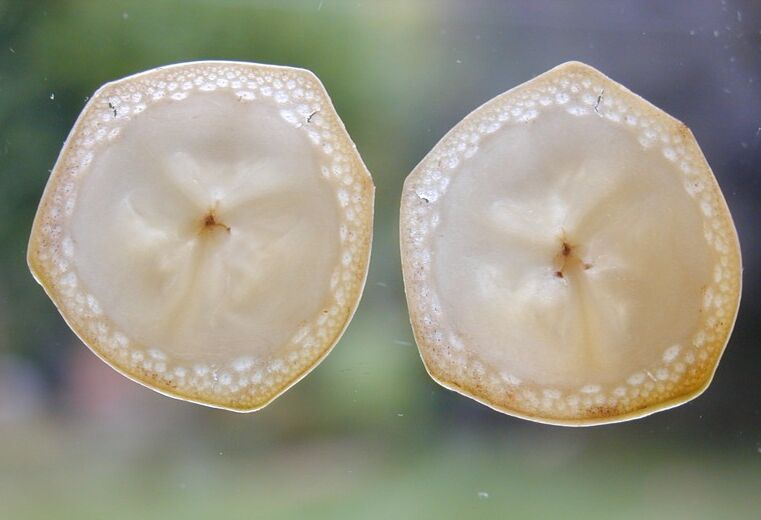
Querschnitt durch eine Dessertbanane

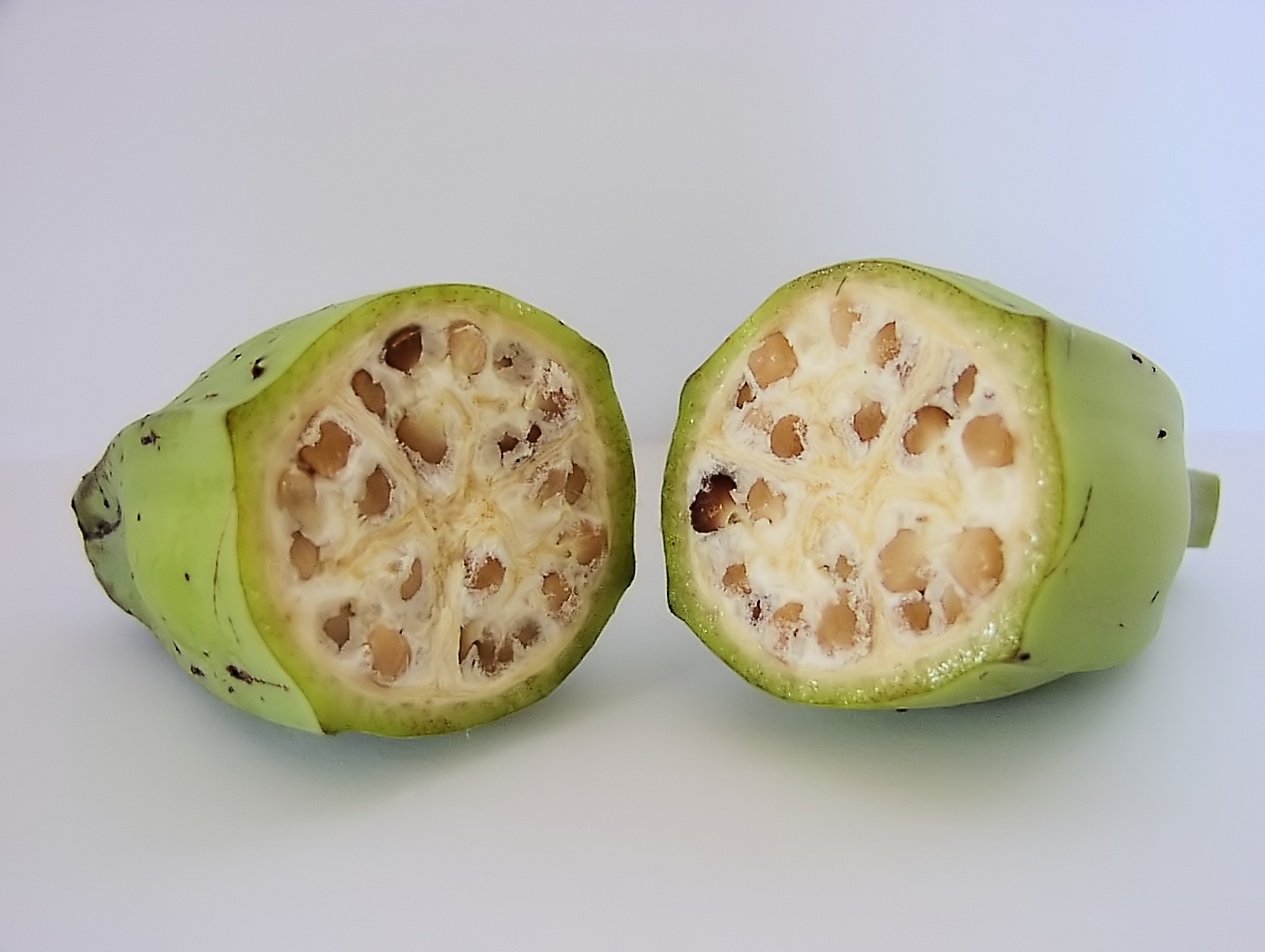
Querschnitt durch eine wilde Banane mit großen Samen

Die Bananenfrucht gehört botanisch zu den Beeren. Ihre Schale bildet die äußere Schicht und umgibt das Fruchtfleisch, das als Pulpa (lateinisch pulpa „Fleisch“) ursprünglich die bei den heutigen Dessert- und Kochbananen fehlenden Samen enthielt. Die Schale entsteht durch die Verschmelzung des Blütenbechers (Hypanthium) und der äußeren Schicht des Perikarps, dem Exokarp. Die Pulpa hingegen entsteht aus der inneren Schicht des Perikarps, dem Endokarp.

### Inhaltsstoffe
|                                    | Dessertbanane unreif | Dessertbanane reif | Kochbanane unreif | Kochbanane reif |
| ---------------------------------- | -------------------- | ------------------ | ----------------- | --------------- |
| Trockenmasse                       | 13,1 %               | 15,4 %             | 16 %              | 17,9 %          |
| Faseranteil (% der Trockenmasse)   | 15 %                 | 9,9 %              | 7,4 %             | 8,4 %           |
| Protein (% der Trockenmasse)       | 6,7 %                | 7,1 %              | 8,3 %             | 8,7 %           |
| Ether-Extrakt (% der Trockenmasse) | 6,0 %                | 11,6 %             | 5,4 %             | 7,0 %           |
| Mineralien (% der Trockenmasse)    | 13,2 %               | 12,0 %             | 10,8 %            | 12,0 %          |

### Reifeprozess

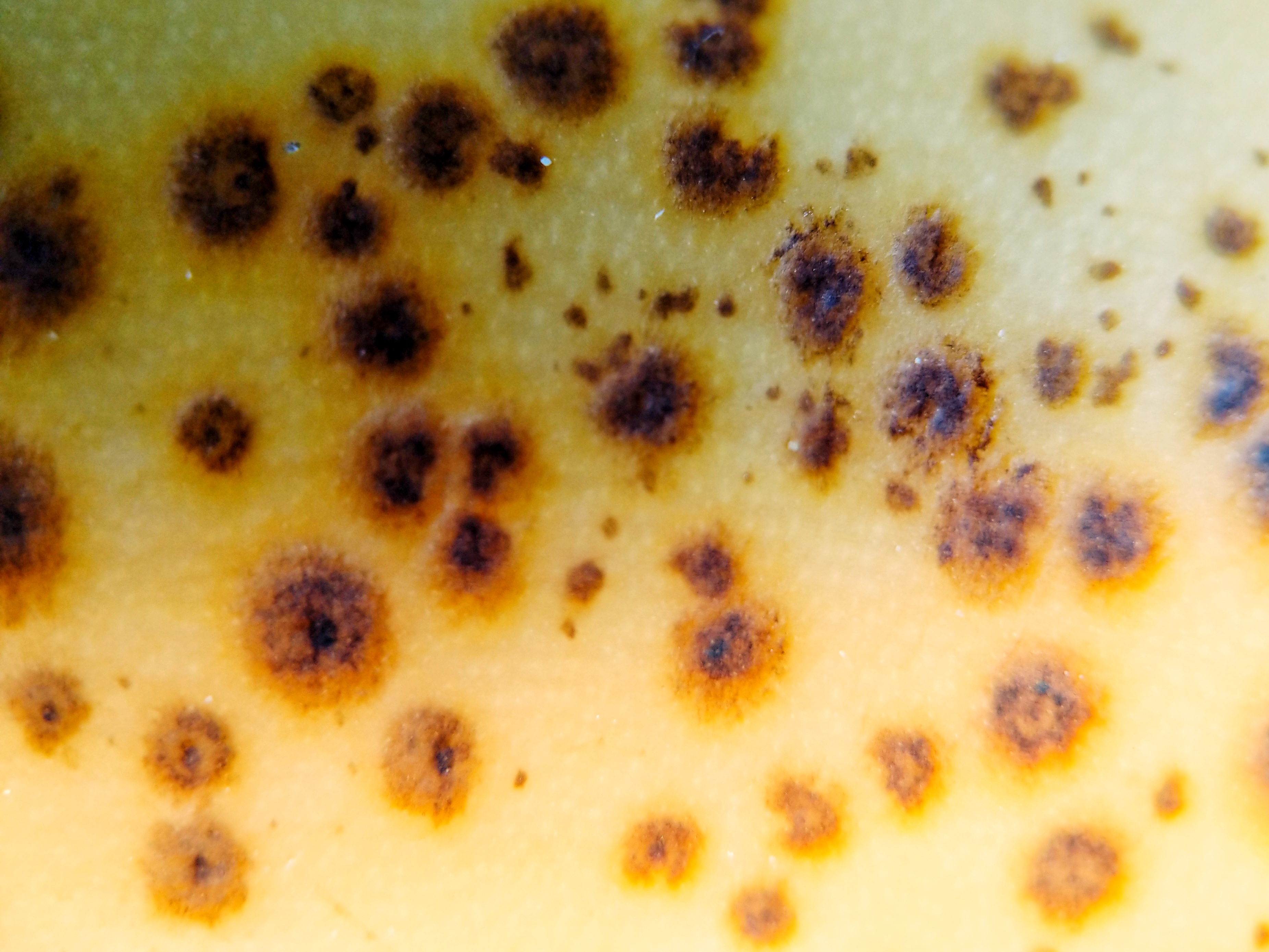
Pigmentierung der Schale einer überreifen Banane (Makro)

Während des Reifeprozesses verändern sich der Aufbau und die Zusammensetzung der Frucht und auch der Schale. Äußerlich erkennbar ist dies vor allem durch die Verfärbung von der unreifen (grün) zur reifen Frucht (gelb). Während des weiteren Reifeprozesses bilden sich braune Flecken, die am Ende die gesamte Schale einnehmen können.

## Aufkommen
Bananenschalen fallen in größerer Menge als Abfall und Nebenprodukt vor allem in den Anbauregionen der Bananen und im Bereich der verarbeitenden Industrie an. Diese umfassen primär die tropischen und subtropischen Regionen in Asien, Afrika und Südamerika.
Nach Angaben der FAO umfassen Bananenschalen gemeinsam mit anderen Reststoffen (nicht nutzbare, zerstörte oder als nicht exportierfähig aussortierten Früchte) etwa 30 bis 40 Prozent der Gesamtanbaumenge. Sie stehen vor allem als Futtermittel für Nutztiere zur Verfügung.
Für 1988 wurde dieses Aufkommen – bei einer weltweiten Produktion von Dessert- und Kochbananen von etwa 65 Millionen Tonnen – auf 20 bis 24 Millionen Tonnen geschätzt.

## Nutzung

### Lebensmittel
Bananenschalen enthalten viele Vitamine (Vitamin C, Vitamin B6, Vitamin K, Folsäure, Vitamin B12) und viele Mineralien (Kalium, Magnesium, Phosphor) und sind reich an Ballaststoffen.
Bananen mit Schalen werden aber häufig nur direkt in den Erzeugerländern verzehrt bzw. zubereitet. Bei uns empfiehlt sich nur der Verzehr der Schalen von Bio-Bananen, da diese weitestgehend frei von Rückständen von Pflanzenschutzmitteln sind.

### Tierfutter
Bananenschalen werden vor allem als Zusatzstoffe und zur Produktion von Tierfutter verwendet. Insbesondere regional werden sie von Kleinbauern als Zusatz für die Fütterung von Rindern, Ziegen, Schweinen und Geflügel genutzt. Außerdem gelangen sie in das Futter für Kaninchen sowie in Spezialfutter für Aquarienfische und Schnecken.
Der Nährwert der Bananenschalen entspricht dem anderer Pflanzenschalen, etwa von Zitrusfrüchten oder den Schalen von Maniok. Dabei enthalten grüne Schalen mehr nutzbare Energie als reife gelbe Schalen, zugleich enthalten unreife Schalen und Früchte jedoch einen höheren Anteil an Tanninen.
Nach Untersuchungen an Milchkühen kam es durch die Verfütterung von bis zu 21 Kilogramm reifer Bananenschalen zu einer Steigerung der Milchproduktion. Bei grasgefütterten Zebus konnten 15 bis 30 Prozent der Futtermenge durch Bananenschalen ersetzt werden, die zu einer deutlichen Gewichtszunahme führten, ohne Gesundheitsprobleme nach sich zu ziehen. In der Ziegenfütterung können getrocknete Kochbananenschalen den Zusatz von Maiskörnern als Kohlenhydratquelle vollständig ersetzen, in der Milchproduktion führte ein Ersatz von Maisblättern und Napiergras durch Bananenschalen und Leguminosen zu einer Reduzierung des Fett- und Milcheiweißanteils in der Milch.
Weil Bananen mit Pestiziden behandelt werden, gelangen diese möglicherweise über die Bananenschalen in tierische Gewebe. Von 28 untersuchten Bananen-Pestiziden könnten Carbaryl, Chlorothalonil, Dicofol und Prochloraz für Rückstände in Fleisch und essbaren Schlachtabfällen verantwortlich sein.

### Wasserreinigung
In verschiedenen Untersuchungen konnte nachgewiesen werden, dass Bananenschalen zur Reinigung von Wasser genutzt werden können, das durch die Pestizide Atrazin und Ametryn verunreinigt ist. Für die Entfernung von Schwermetallen wurden Bananenschalen experimentell als Ersatz herkömmlicher Bioabsorber wie Reet oder der Grünalge Scenedesmus quadricauda eingesetzt, insbesondere für die Behandlung von chrombelastetem Wasser (Cr(III)- und Cr(VI)-Verbindungen). Weitere Untersuchungen zur Reinigung industrieller und verunreinigter Gewässer wurden für die Reinigung von Cadmium, Ammonium-Stickstoff sowie phenolischer Komponenten aus Abwässern der Olivenindustrie durchgeführt, wobei Bananenschalen in allen Fällen den Reinigungsprozess verbesserten.

### Biotechnologie
Aufgrund des vergleichsweise hohen Anteils an fermentierbaren Zuckern sind Bananenschalen im Prinzip auch für die Nutzung von Fermentationsprozessen der industriellen Biotechnologie geeignet. Insbesondere für die Produktion von Enzymen wie Laccase oder Cellulasen über eine Feststoff-Fermentation wurden Bananenschalen als gutes Substrat identifiziert.
Für die Bioethanol-Produktion wurden Fermentationsprozesse getestet, bei denen simultan zur Fermentation Enzyme zur Verzuckerung der Cellulose (Cellulasen) und des Pektins (Pektinasen) eingesetzt wurden.

### Medizinische Forschung
Wie viele andere pflanzliche Produkte enthält auch die Bananenschale eine Vielzahl von Inhaltsstoffen, die in der medizinischen Forschung untersucht werden. Neben Dopamin, Noradrenalin, Serotonin und Gallocatechin wurden auch Fraktionen mit antimykotischer und antibiotischer Aktivität in Bananenschalen gefunden.
Das phenolische XJP-1 (7,8-Dihydroxy-3-methyl-isochroman-4-on) hat eine hemmende Wirkung auf die Anheftung von Monozyten an das Endothel in Blutgefäßen und Untersuchungen sollen zeigen, ob durch seine Anwendung das Risiko von Arteriosklerose reduziert werden kann.

Dopamin
Noradrenalin
Serotonin
Gallokatechin
7,8-Dihydroxy-3-methyl-isochroman-4-on

### Kompostierung
Analog zu anderen Pflanzenresten verrotten auch Bananenschalen durch den Einfluss von Pilzen und Bakterien und können entsprechend auch zu Kompost verarbeitet werden. Bei Untersuchungen konnte festgestellt werden, dass die Kompostierung von Bananenschalen unter aeroben Bedingungen, also in Anwesenheit von Sauerstoff, deutlich schneller abläuft als unter anaeroben Bedingungen. Der Kompost zeichnet sich durch hohe Anteile von Kalium von mehr als 100 g/kg und Stickstoff von mehr als zwei Prozent aus, wodurch er vor allem für diese beiden Stoffe ein hohes Potenzial als Dünger hat. Bei einer Zumischung von Kuhdung und Geflügelkot kommt es zudem zu einer hohen Aggregierung von Mineralstoffen im Dünger.

## Bananenschale als Gefahrenquelle
Neben ihrer Nutzung ist von der Bananenschale auch immer wieder als Unfallursache die Rede. Bananen sind mechanischen Einwirkungen gegenüber sehr empfindlich, Stöße und Anecken führen schnell zum Vermatschen. Eine achtlos weggeworfene Bananenschale kann ein glitschiges Objekt werden, auf dem man ausrutschen kann. Im Zusammenhang mit Kritik an Vermüllung von Verkehrsflächen wird dieses Beispiel immer wieder thematisiert, einerseits mit erzieherischem Anspruch, andererseits als Slapstick.
Im Jahr 2014 erhielt eine Gruppe von Forschern den Ig-Nobelpreis in der Kategorie Physik für ihre Forschungsarbeit zur Reibung zwischen Schuhsohle und Bananenschale beziehungsweise zwischen Bananenschale und Fußboden, wenn jemand auf die Bananenschale tritt.

### Verwendung in den Medien
Bereits die satirische Zeitschrift Puck, die von 1871 bis 1918 erschien, thematisierte das Ausrutschen auf einer Bananenschale wahrscheinlich 1892 im Puck’s Banana Skin Manual, einer Abfolge von Cartoons, die sechs verschiedene, stilvolle Arten des Ausrutschens – darunter den „Dude Kick“ und den „Vanderbilt Slide“ – darstellte.
In Filmen ist das Ausrutschen auf Bananenschalen seit der Stummfilmzeit ein regelmäßig wiederkehrender Slapstick-Gag. Das Ausrutschen auf der Bananenschale gehört wie der sogenannte „Pratfall“ (d. h. das überraschende Auf-dem-Hintern-Landen einer Respektsperson), das Mit-Wasser-übergossen-Werden, das ungewollte, rückwärtige Piksen mit einem Gehstock (Variante: das Sich-Drehen mit einem Brett auf den Schultern) und dem Tortenwurf ins Gesicht zum klassischen Repertoire der Slapstick-Komiker. Man findet es in Zeichentrickfilmen und Komödien, so bei Harold Lloyd und auch in Woody Allens Science-Fiction-Parodie Der Schläfer. Den Rekord für die Anzahl an Personen, die auf Bananenschalen ausrutschen, dürfte der Marx-Brothers-Film Horse Feathers (dt. Blühender Blödsinn) von 1932 halten, in dem Harpo das Football-Team von Huxley zum Sieg führt, indem er das ganze gegnerische Team von Darwin dadurch ausschaltet, dass er Bananenschalen hinter sich wirft.
In einem Sketch von Loriot geht es ausschließlich darum, dass ein Reisender versucht, auf dem Flughafen eine halb gegessene Banane loszuwerden, aber keinen Mülleimer finden kann.
In der populären Videospiel-Reihe Mario Kart des japanischen Herstellers Nintendo können Bananenschalen als Waffen gegen die Renngegner eingesetzt werden: Überfährt ein Kart eine Bananenschale, gerät es ins Schleudern und fällt somit zurück. Diese Funktion wurde bereits mit der ersten Ausgabe (Super Mario Kart) 1992 eingeführt.
Auch Fälle des Deliktsrechts und des Vertrag mit Schutzwirkung zugunsten Dritter werden oft damit eingeführt, dass Personen auf einer vergessenen oder absichtlich geworfenen Bananenschale ausrutschen.

## Bananadine
1967 veröffentlichte die Untergrundzeitschrift Berkeley Barb einen Hoax über angebliche psychoaktive Substanzen (Bananadine) in Bananenschalen und wie diese zu gewinnen wären. Der Schriftsteller William Powell glaubte an die Wirkung und veröffentlichte das Rezept 1970 in seinem Buch The Anarchist Cookbook. Die angebliche bewusstseinserweiternde Wirkung von Musa sapientum beziehungsweise Bananadine ist allerdings nur ein Placeboeffekt.